# 30-30クラブ
30-30クラブ（the 30-30 club）は、メジャーリーグベースボールにおいて、シーズンに30本以上の本塁打と30個以上の盗塁を同時に記録した選手達をいう。パワーとスピードの両方を兼ね備えた者のみが達成可能な記録である。

## 概要
第1号は1922年のケン・ウィリアムズだが、当時はベーブ・ルースに代表されるようにパワーベースボール全盛の時代で、この記録はあまり重要性を持たず、その後30年以上にわたって達成者がいなかった。
1969年から1978年にかけて、ボビー・ボンズが5度達成し、この記録のパイオニアとも言える存在となった。そして、1983年にデール・マーフィーがこの記録を達成してMVPを獲得した頃から注目されるようになった。
その後、パワーとスピードを兼ね備えた選手がもてはやされることとなり、先述マーフィーは史上6人目（11回目）の達成者であったが、1987年から2021年にかけての35年間で、37人が延べ54回達成している。
また、40本塁打40盗塁を達成した選手を示す「40-40クラブ」（the 40-40 club）もあり、1988年のホセ・カンセコがその第1号である。2024年シーズン終了時点で6人の達成者がおり、このうちアルフォンソ・ソリアーノは二塁打も40本を超えている。また、2024年9月19日に大谷翔平はMLB史上初の50本塁打50盗塁を達成した。
なおNPBでは2023年シーズン終了時点で40本塁打40盗塁を達成した選手は存在していない（40本塁打40盗塁に最も近づいたのは、1987年に記録した秋山幸二の43本塁打38盗塁）。

## 30-30達成者
2023年シーズン終了時点での「30-30クラブ」達成者は下記の通り。なお、「40-40クラブ」（40本塁打40盗塁）達成者については、表内で太字掲載している。
| 達成順 | 年度 | 受賞選手                       | 回数  | 所属チーム                                            | 本塁打 | 盗塁 |
| ------ | ---- | ------------------------------ | ----- | ----------------------------------------------------- | ------ | ---- |
| 1      | 1922 | ケン・ウィリアムズ             |       | セントルイス・ブラウンズ                              | 39     | 37   |
| 2      | 1956 | ウィリー・メイズ               |       | ニューヨーク・ジャイアンツ                            | 36     | 40   |
| 3      | 1957 | ウィリー・メイズ               | 2度目 | ニューヨーク・ジャイアンツ                            | 35     | 38   |
| 4      | 1963 | ハンク・アーロン               |       | ミルウォーキー・ブレーブス                            | 44     | 31   |
| 5      | 1969 | ボビー・ボンズ                 |       | サンフランシスコ・ジャイアンツ                        | 32     | 45   |
| 6      | 1970 | トミー・ハーパー               |       | ミルウォーキー・ブルワーズ                            | 31     | 38   |
| 7      | 1973 | ボビー・ボンズ                 | 2度目 | サンフランシスコ・ジャイアンツ                        | 39     | 43   |
| 8      | 1975 | ボビー・ボンズ                 | 3度目 | サンフランシスコ・ジャイアンツ                        | 32     | 30   |
| 9      | 1977 | ボビー・ボンズ                 | 4度目 | カリフォルニア・エンゼルス                            | 37     | 41   |
| 10     | 1978 | ボビー・ボンズ                 | 5度目 | シカゴ・ホワイトソックス →テキサス・レンジャーズ      | 31     | 43   |
| 11     | 1983 | デール・マーフィー             |       | アトランタ・ブレーブス                                | 36     | 30   |
| 12     | 1987 | ダリル・ストロベリー           |       | ニューヨーク・メッツ                                  | 39     | 36   |
| 13     | 1987 | エリック・デービス             |       | シンシナティ・レッズ                                  | 37     | 50   |
| 14     | 1987 | ハワード・ジョンソン           |       | ニューヨーク・メッツ                                  | 36     | 32   |
| 15     | 1987 | ジョー・カーター               |       | クリーブランド・インディアンス                        | 32     | 31   |
| 16     | 1988 | ホセ・カンセコ                 |       | オークランド・アスレチックス                          | 42     | 40   |
| 17     | 1989 | ハワード・ジョンソン           | 2度目 | ニューヨーク・メッツ                                  | 36     | 41   |
| 18     | 1990 | バリー・ボンズ                 |       | ピッツバーグ・パイレーツ                              | 33     | 52   |
| 19     | 1990 | ロン・ガント                   |       | アトランタ・ブレーブス                                | 32     | 33   |
| 20     | 1991 | ハワード・ジョンソン           | 3度目 | ニューヨーク・メッツ                                  | 38     | 30   |
| 21     | 1991 | ロン・ガント                   | 2度目 | アトランタ・ブレーブス                                | 32     | 34   |
| 22     | 1992 | バリー・ボンズ                 | 2度目 | ピッツバーグ・パイレーツ                              | 34     | 39   |
| 23     | 1993 | サミー・ソーサ                 |       | シカゴ・カブス                                        | 33     | 36   |
| 24     | 1995 | バリー・ボンズ                 | 3度目 | サンフランシスコ・ジャイアンツ                        | 33     | 31   |
| 25     | 1995 | サミー・ソーサ                 | 2度目 | シカゴ・カブス                                        | 36     | 34   |
| 26     | 1996 | バリー・ボンズ                 | 4度目 | サンフランシスコ・ジャイアンツ                        | 42     | 40   |
| 27     | 1996 | バリー・ラーキン               |       | シンシナティ・レッズ                                  | 33     | 36   |
| 28     | 1996 | ダンテ・ビシェット             |       | コロラド・ロッキーズ                                  | 31     | 31   |
| 29     | 1996 | エリス・バークス               |       | コロラド・ロッキーズ                                  | 40     | 32   |
| 30     | 1997 | バリー・ボンズ                 | 5度目 | サンフランシスコ・ジャイアンツ                        | 40     | 37   |
| 31     | 1997 | ジェフ・バグウェル             |       | ヒューストン・アストロズ                              | 43     | 31   |
| 32     | 1997 | ラリー・ウォーカー             |       | コロラド・ロッキーズ                                  | 49     | 33   |
| 33     | 1997 | ラウル・モンデシー             |       | ロサンゼルス・ドジャース                              | 30     | 32   |
| 34     | 1998 | アレックス・ロドリゲス         |       | シアトル・マリナーズ                                  | 42     | 46   |
| 35     | 1998 | ショーン・グリーン             |       | トロント・ブルージェイズ                              | 35     | 35   |
| 36     | 1999 | ジェフ・バグウェル             | 2度目 | ヒューストン・アストロズ                              | 42     | 30   |
| 37     | 1999 | ラウル・モンデシー             | 2度目 | ロサンゼルス・ドジャース                              | 33     | 36   |
| 38     | 2000 | プレストン・ウィルソン         |       | フロリダ・マーリンズ                                  | 31     | 36   |
| 39     | 2001 | ボビー・アブレイユ             |       | フィラデルフィア・フィリーズ                          | 31     | 36   |
| 40     | 2001 | ホセ・クルーズ・ジュニア       |       | トロント・ブルージェイズ                              | 34     | 32   |
| 41     | 2001 | ブラディミール・ゲレーロ       |       | モントリオール・エクスポズ                            | 34     | 37   |
| 42     | 2002 | アルフォンソ・ソリアーノ       |       | ニューヨーク・ヤンキース                              | 39     | 41   |
| 43     | 2002 | ブラディミール・ゲレーロ       | 2度目 | モントリオール・エクスポズ                            | 39     | 40   |
| 44     | 2003 | アルフォンソ・ソリアーノ       | 2度目 | ニューヨーク・ヤンキース                              | 38     | 35   |
| 45     | 2004 | ボビー・アブレイユ             | 2度目 | フィラデルフィア・フィリーズ                          | 30     | 40   |
| 46     | 2004 | カルロス・ベルトラン           |       | カンザスシティ・ロイヤルズ → ヒューストン・アストロズ | 38     | 42   |
| 47     | 2005 | アルフォンソ・ソリアーノ       | 3度目 | テキサス・レンジャーズ                                | 36     | 30   |
| 48     | 2006 | アルフォンソ・ソリアーノ       | 4度目 | ワシントン・ナショナルズ                              | 46     | 41   |
| 49     | 2007 | デビッド・ライト               |       | ニューヨーク・メッツ                                  | 30     | 34   |
| 50     | 2007 | ジミー・ロリンズ               |       | フィラデルフィア・フィリーズ                          | 30     | 41   |
| 51     | 2007 | ブランドン・フィリップス       |       | シンシナティ・レッズ                                  | 30     | 32   |
| 52     | 2008 | グレイディ・サイズモア         |       | クリーブランド・インディアンス                        | 33     | 38   |
| 53     | 2008 | ハンリー・ラミレス             |       | フロリダ・マーリンズ                                  | 33     | 35   |
| 54     | 2009 | イアン・キンズラー             |       | テキサス・レジャーズ                                  | 30     | 31   |
| 55     | 2011 | マット・ケンプ                 |       | ロサンゼルス・ドジャース                              | 39     | 40   |
| 56     | 2011 | ライアン・ブラウン             |       | ミルウォーキー・ブルワーズ                            | 33     | 33   |
| 57     | 2011 | ジャコビー・エルズベリー       |       | ボストン・レッドソックス                              | 32     | 39   |
| 58     | 2011 | イアン・キンズラー             | 2度目 | テキサス・レジャーズ                                  | 32     | 30   |
| 59     | 2012 | マイク・トラウト               |       | ロサンゼルス・エンゼルス・オブ・アナハイム            | 30     | 49   |
| 60     | 2012 | ライアン・ブラウン             | 2度目 | ミルウォーキー・ブルワーズ                            | 41     | 30   |
| 61     | 2018 | ホセ・ラミレス                 |       | クリーブランド・インディアンス                        | 39     | 34   |
| 62     | 2018 | ムーキー・ベッツ               |       | ボストン・レッドソックス                              | 32     | 30   |
| 63     | 2019 | ロナルド・アクーニャ・ジュニア |       | アトランタ・ブレーブス                                | 41     | 37   |
| 64     | 2019 | クリスチャン・イエリッチ       |       | ミルウォーキー・ブルワーズ                            | 44     | 30   |
| 65     | 2021 | セドリック・マリンズ           |       | ボルチモア・オリオールズ                              | 30     | 30   |
| 66     | 2023 | ロナルド・アクーニャ・ジュニア | 2度目 | アトランタ・ブレーブス                                | 41     | 73   |
| 67     | 2023 | フリオ・ロドリゲス             |       | シアトル・マリナーズ                                  | 32     | 37   |
| 68     | 2023 | フランシスコ・リンドーア       |       | ニューヨーク・メッツ                                  | 31     | 30   |
| 69     | 2023 | ボビー・ウィット・ジュニア     |       | カンザスシティ・ロイヤルズ                            | 30     | 49   |
| 70     | 2024 | 大谷翔平                       |       | ロサンゼルス・ドジャース                              | 54     | 59   |
| 71     | 2024 | ホセ・ラミレス                 | 2度目 | クリーブランド・ガーディアンズ                        | 39     | 41   |
| 72     | 2024 | ボビー・ウィット・ジュニア     | 2度目 | カンザスシティ・ロイヤルズ                            | 32     | 31   |

## エピソード他
- ポジション別に見ると、外野手の達成者が圧倒的に多く、投手、捕手は0。指名打者は大谷翔平のみ。内野手は下記の通り。
一塁手…ジョー・カーター（一塁84試合・外野62試合の兼任）、ジェフ・バグウェル
二塁手…アルフォンソ・ソリアーノ（4回目の2006年のときは外野手）、ブランドン・フィリップス、イアン・キンズラー
三塁手…トミー・ハーパー、ハワード・ジョンソン、デビッド・ライト、ホセ・ラミレス
遊撃手…バリー・ラーキン、アレックス・ロドリゲス、ジミー・ロリンズ、ハンリー・ラミレス、フランシスコ・リンドーア、ボビー・ウィット・ジュニア（2回達成、遊撃手で複数回は史上初）
- 最多はボビーとバリーのボンズ親子で各5回。以下、ソリアーノ4回、ハワード・ジョンソンが3回。2回は2023年時点で10人。
- ボンズ親子は現時点で唯一の親子での達成者でもある。
- 「50-50クラブ」は2024年シーズンの大谷翔平まで達成者がいなかった。2023年シーズンまでに、異なる年度で50盗塁、50本塁打を片方ずつ達成しているのは下記の2人のみ。
バリー・ボンズ（1990年に53盗塁、2001年に73本塁打。）
ブレイディ・アンダーソン（1992年に53盗塁、1996年に50本塁打。）
- 「30-50クラブ」（30本塁打50盗塁）は4人達成者がいる（1987年のエリック・デービス、1990年のバリー・ボンズ、2023年のロナルド・アクーニャ・ジュニア、2024年の大谷翔平）。
- その逆の「50-30」（50本塁打30盗塁）は長らく達成者がいなかったが、2024年シーズンに大谷翔平が達成した（それまでは、「30-30」達成者の中では1997年のラリー・ウォーカーの49本塁打が最多だった）。
  - 「50-20」は達成者が5人おり、ウィリー・メイズ、ブレイディ・アンダーソン、ケン・グリフィー・ジュニア、アレックス・ロドリゲス、大谷翔平が達成している。
- 「40-30」は達成者が12人おり15度達成されている。
- 「30-40」は達成者が18人おり23度達成されている。
- 表には含まれないが、「20-80」の達成者は2人（3回）いる。
リッキー・ヘンダーソン（1985年：24本塁打80盗塁、1986年：28本塁打87盗塁）
エリック・デービス（1986年：27本塁打80盗塁）
- 同じチームで同一シーズンに複数の「30-30」達成者が出たのは下記の2チーム（詳細は上表参照）。
1987年のニューヨーク・メッツ（ダリル・ストロベリー、ハワード・ジョンソン）。
1996年のコロラド・ロッキーズ（ダンテ・ビシェット、エリス・バークス）。
- 1991年、ハワード・ジョンソンは30-30と同時に30失策を記録した（史上初、現在まで唯一[注 2]）。
- ナ・リーグ所属チームの選手が多く、2023年までの達成者の中で、ア・リーグ所属チームの選手は19人がのべ22回達成しているのみである。（アルフォンソ・ソリアーノがニューヨーク・ヤンキース・テキサス・レンジャーズ時代に1人で3回達成している。シーズン途中にリーグをまたいで移籍した1978年のボビー・ボンズと2004年のベルトランは除く。）
- 2011年のカーティス・グランダーソンは史上初の40本塁打、10三塁打、25盗塁を達成した。
- 2012年のマイク・トラウトは史上初の新人での達成者となった。
- 2024年の大谷翔平は史上初の指名打者での達成者となった。また、30-30達成時108試合は史上最速だった。
- 2024年ボビー・ウィット・ジュニアが2回目を達成、遊撃手で複数回は史上初。